# Armator wirtualny
Armator wirtualny (również Publiczny przewoźnik morski niedysponujący własnym taborem lub Operator transportu multimodalnego niemający własnego statku od ang. Non-Vessel Operating Common Carrier – NVOCC) – przewoźnik morski, który nie posiada własnej floty, za to wynajmuje po cenach hurtowych przestrzeń ładunkową od typowych armatorów (np. Hapag-Lloyd, Hyundai, Maersk, United Arab Shipping Company), wykorzystując ją do transportu przesyłek skonsolidowanych lub pełnokontenerowych.
Na terenie USA regulatorem działalności NVOCC jest Federalna Komisja Morska, która ustala wysokość pobieranych stawek.